# Egid Schor
Egid Schor (auch Ägydius, Egidius, Ägyd, Egyd; getauft 2. September 1627 in Innsbruck; † 2. Juli 1701 ebenda) war ein österreichischer Maler. Er gilt als Begründer der barocken Deckenmalerei in Tirol.

## Leben

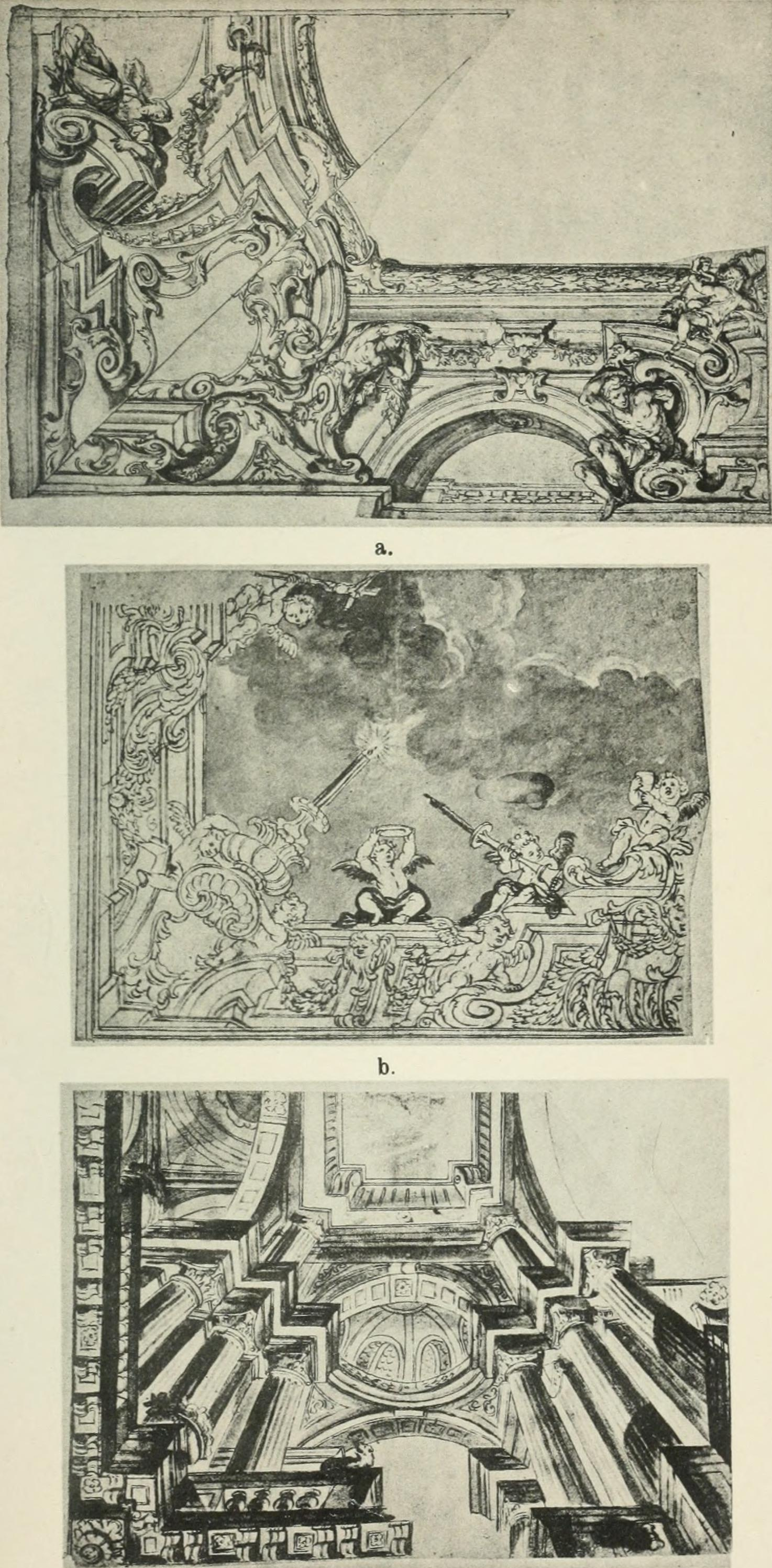
Entwürfe Schors für Deckendekorationen

Egid Schor wurde als fünfter Sohn des Malers Hans Schor in Innsbruck geboren. Er lernte zunächst bei seinem Vater und ging um 1655 nach Rom, wo sein älterer Bruder Johann Paul Schor als Maler im päpstlichen Dienst tätig war. Mit seinem Bruder und vierzehn anderen Künstlern malte er 1656/57 Fresken in der Galerie des Quirinalspalastes. Um 1665 kehrte er nach Tirol zurück und schuf Altarbilder für die Stifte Stams und Wilten. 1674 suchte er um das Innsbrucker Bürgerrecht an, was abgelehnt wurde, da er unverheiratet war. Er ging daraufhin auf Wanderschaft und war in Salzburg, Linz, Wien, München, Nürnberg und Augsburg als Dekorationsmaler tätig.
Am 12. Jänner 1682 heiratete er in Innsbruck Barbara Gumpp von Fragenstein, die Tochter des Barockbaumeisters Christoph Gumpp, daraufhin wurde er 1683 Bürger der Stadt. 1685 wurde er nach München berufen, um für die Hochzeit des Kurfürsten Maximilian II. Emanuel mit Maria Antonia von Österreich Festdekorationen, Theaterkulissen und Triumphbögen anzufertigen. Anschließend hielt er sich in Augsburg auf und erstellte Entwürfe für Goldschmiede und Elfenbeinschnitzer. Nach Innsbruck zurückgekehrt, wurde er von Herzog Karl von Lothringen, dem Statthalter von Tirol, zum Hofmaler ernannt und schuf neben Dekorationen für Festzüge und Theateraufführungen Malereien in den Zimmern der Hofburg.
Schor hatte drei Kinder, Johann Ferdinand, Maria Anna und Maria Barbara. Der Sohn Johann Ferdinand Schor wurde ebenfalls Maler.
Egid Schor schuf als Dekorationsmaler Triumphbögen, Theaterkulissen, Heilige Gräber und dergleichen und lieferte Entwürfe für kunsthandwerkliche Arbeiten wie Monstranzen oder Kelche und Buchschmuck. In seinen Jahren in Rom kam er in Kontakt mit Gian Lorenzo Bernini und Pietro da Cortona und brachte deren hochbarocke Formen nach Tirol. Er malte mehrere Altarblätter für Kirchen in Innsbruck und Umgebung und schuf Deckenmalereien in den Stiften Wilten und Stams, die als die frühesten barocken Deckenmalereien in Tirol gelten. Schor spielte außerdem Geige und Bassett und komponierte.

## Werke

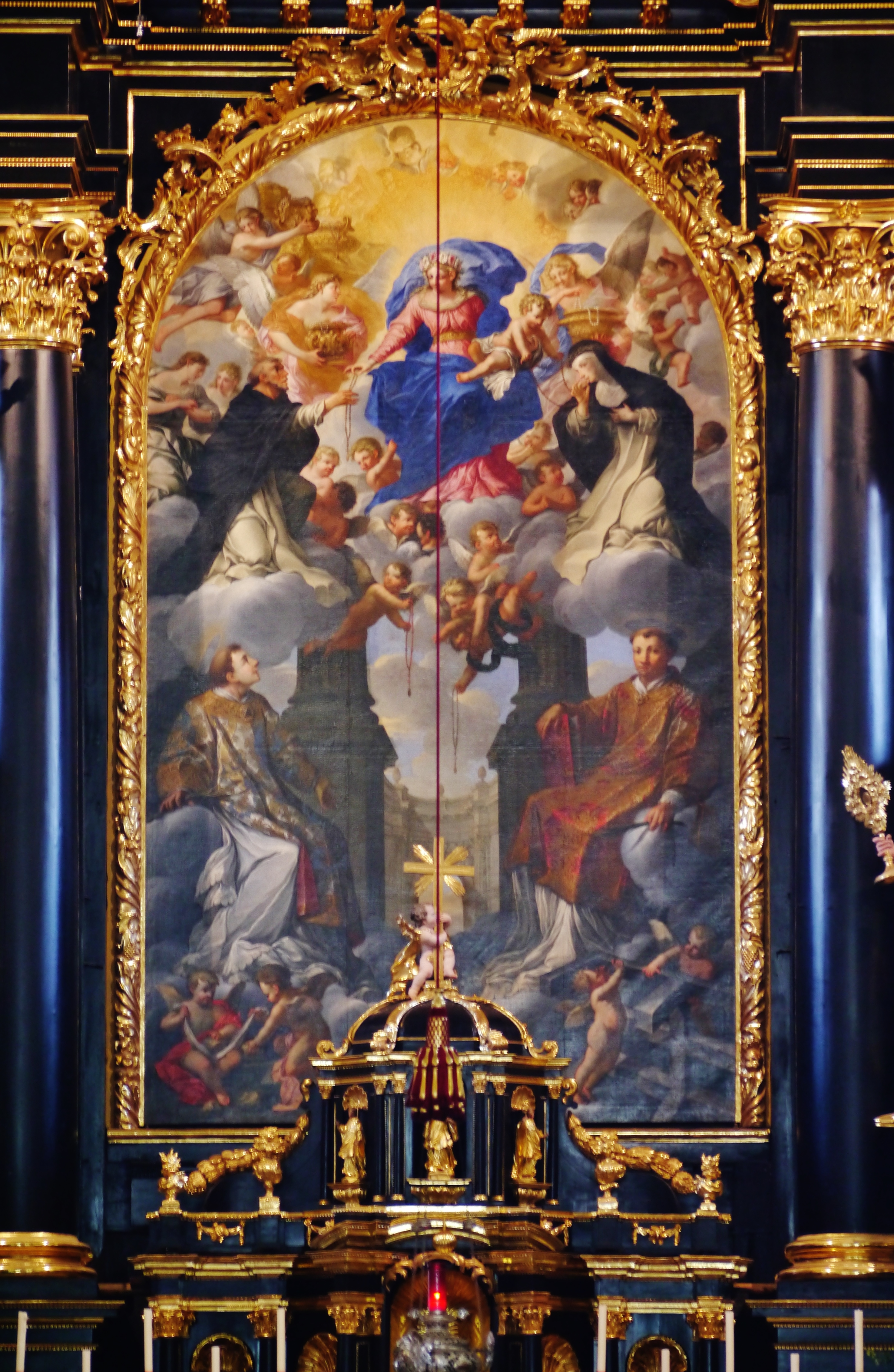
Hochaltarbild der Stiftskirche Wilten (1671)

- Hochaltarbild, Stiftskirche Wilten, 1671[1]
- Seitenaltarbild hl. Philipp Neri, Dom zu St. Jakob, Innsbruck, 1673[2]
- Heiliges Grab, Pfarrkirche Mariä Himmelfahrt, Schwaz, 1683 (nicht erhalten)[3]
- Seitenaltarbild Kreuzauffindung, Pfarrkirche Barwies, um 1685/1690
- Seitenaltarbilder hl. Liborius kniet vor der Gottesmutter und Vierzehn Nothelfer, Mariahilfkirche, Innsbruck, nach 1689[4]
- Deckenmalereien, Stift Wilten, 1696[5]
- Malerei in der Apsis, Stiftskirche Stams, 1691/1697[6]
- Fresken in der Seitenkapelle, Pfarrkirche Schabs, 1697[7]
- Seitenaltarbild hl. Nikolaus von Tolentino, Augustinerkirche Rattenberg[8]